# التفاحية
تفاحية (بالبوسنية: tufahije) حلوى بوسنية مصنوعة من الجوز -ومعبئ داخل التفاح مطهي في الماء والسكر(القطر). تحظى بشعبية كبيرة في البوسنة والهرسك وصربيا ومقدونيا . تم تقديم التفاحية إلى البلقان أثناء الحكم العثماني .

## اصل التسمية
كلمة تفاحية (tufahija) تنبع من الكلمة العربية (تفاحة).

## مكونات
يتم تقديم التفاحية في كاسات كبيرة ومع قشدة على القمة. وعادة ما يكون مصحوبا القهوة.